# Plouvain
Plouvain est une commune française située dans le département du Pas-de-Calais en région Hauts-de-France. Ses habitants sont appelés les Plouvinois. La commune est membre de la communauté de communes Osartis Marquion.

## Géographie

### Localisation
Localisée dans le sud-est du département du Pas-de-Calais, Plouvain, commune rurale de la vallée de la Scarpe, est un  village périurbain d'Artois situé, à vol d'oiseau, à 11 km à l'est d'Arras , 13 km au sud-ouest de Douai et à 35 km au sud-ouest de Lille. Elle se trouve dans l'aire d'attraction d'Arras et dans son bassin d'emploi, ainsi que dans l'unité urbaine de Biache-Saint-Vaast et dans le bassin de vie de Douai
La commune possède au nord un corridor géographique limitrophe des communes de Biache-Saint-Vaast, Rœux et Gavrelle, où se trouve l'échangeur entre l'autoroute A26 et l'autoroute A1.
Les communes limitrophes sont  Biache-Saint-Vaast, Gavrelle, Pelves et Rœux.

### Géologie et relief
La superficie de la commune est de 2,41 km2 ; son altitude varie de 42  à   71 m.

### Hydrographie
Le territoire de la commune est situé dans le bassin Artois-Picardie et se trouve dans la zone des marais s'étendant de Fampoux à Biache-Saint-Vaast.
La commune est traversée par :
- la Scarpe canalisée, cours d'eau d'une longueur de 67 km, qui prend sa source dans la commune d'Arras et se jette dans L'Escaut canalisée au niveau de la commune de Mortagne-du-Nord dans le département du Nord[4]. La Scarpe constitue la limite sud de la commune ;
- le Trinquis, cours d’eau non navigable de 9,76 km, qui prend sa source dans la commune de Rœux et se jette dans la Sensée au niveau de la commune d’Étaing[5] ;
- la Rivièrette ou Scarpe Amont, cours d’eau non navigable de 4,64 km, qui prend sa source dans la commune de Rœux et se jette dans la Scarpe Canalisée au niveau de la commune de Biache-Saint-Vaast[6].

Sur le territoire de la commune se trouve plusieurs étangs dont un est aménagé en étang de pêche.

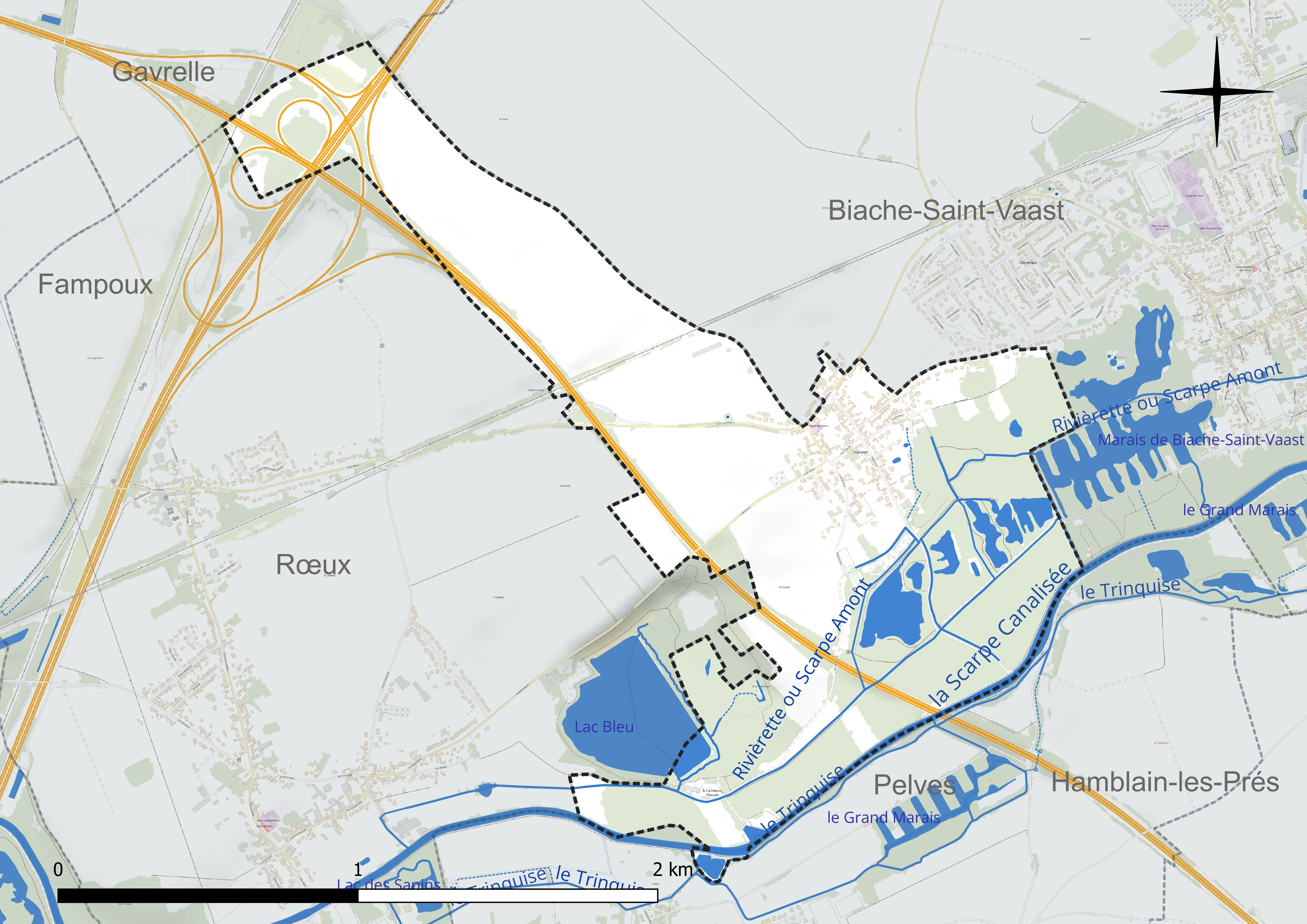
Carte hydrographique de la commune.

### Climat
Pour des articles plus généraux, voir Climat des Hauts-de-France et Climat du Nord-Pas-de-Calais.
En 2010, le climat de la commune est de type climat océanique dégradé des plaines du Centre et du Nord, selon une étude du CNRS s'appuyant sur une série de données couvrant la période 1971-2000. En 2020, Météo-France publie une typologie des climats de la France métropolitaine dans laquelle la commune est exposée à un climat océanique et est dans la région climatique Nord-est du bassin Parisien, caractérisée par un ensoleillement médiocre, une pluviométrie moyenne régulièrement répartie au cours de l’année et un hiver froid (3 °C).
Pour la période 1971-2000, la température annuelle moyenne est de 10,4 °C, avec une amplitude thermique annuelle de 14,8 °C. Le cumul annuel moyen de précipitations est de 697 mm, avec 12,1 jours de précipitations en janvier et 8,5 jours en juillet. Pour la période 1991-2020, la température moyenne annuelle observée sur la station météorologique la plus proche, située sur la commune de Wancourt à 8 km à vol d'oiseau, est de 10,8 °C et le cumul annuel moyen de précipitations est de 711,4 mm,. Pour l'avenir, les paramètres climatiques de la commune estimés pour 2050 selon différents scénarios d'émission de gaz à effet de serre sont consultables sur un site dédié publié par Météo-France en novembre 2022.

### Milieux naturels et biodiversité

#### Zones naturelles d'intérêt écologique, faunistique et floristique
L’inventaire des zones naturelles d'intérêt écologique, faunistique et floristique (ZNIEFF) a pour objectif de réaliser une couverture des zones les plus intéressantes sur le plan écologique, essentiellement dans la perspective d’améliorer la connaissance du patrimoine naturel national et de fournir aux différents décideurs un outil d’aide à la prise en compte de l’environnement dans l’aménagement du territoire.
Le territoire communal comprend une ZNIEFF de type 1 : les marais de Biache-St-Vaast à Saint-Laurent-Blangy, d’une superficie de 601 ha. Cet ensemble de marais s’inscrit dans le système alluvial de la moyenne vallée de la Scarpe, base fondatrice de la trame verte et bleue. Aménagé pour diverses activités humaines (accueil du public, pêche, loisirs…), il constitue néanmoins un cœur de nature sur le plan de la biodiversité.
et une ZNIEFF de type 2 : la vallée de la Scarpe entre Arras et Vitry-en-Artois, d’une superficie de 1 632 ha et d'une altitude variant de 43  à   62 mètres. Sur ce site alluvial inondable plus ou moins tourbeux on y trouve des sites remarquables : le marais de Vitry en Artois, le marais du pont à Rœux et le secteur des anciennes tourbières de Plouvain et Biache-Saint-Vaast.

Carte des ZNIEFF de type 1 et 2 sur la commune
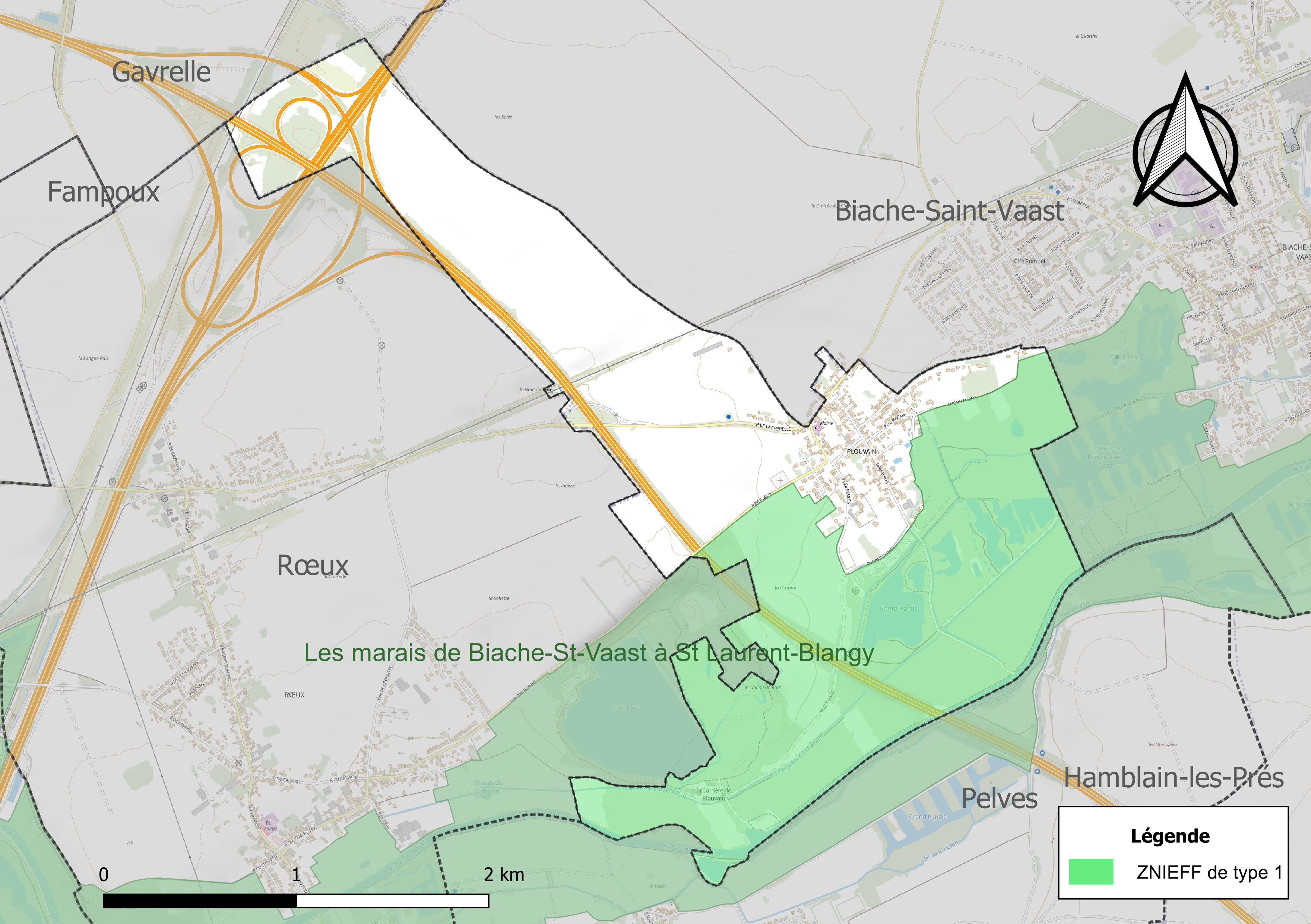
Carte de la ZNIEFF de type 1 sur la commune.
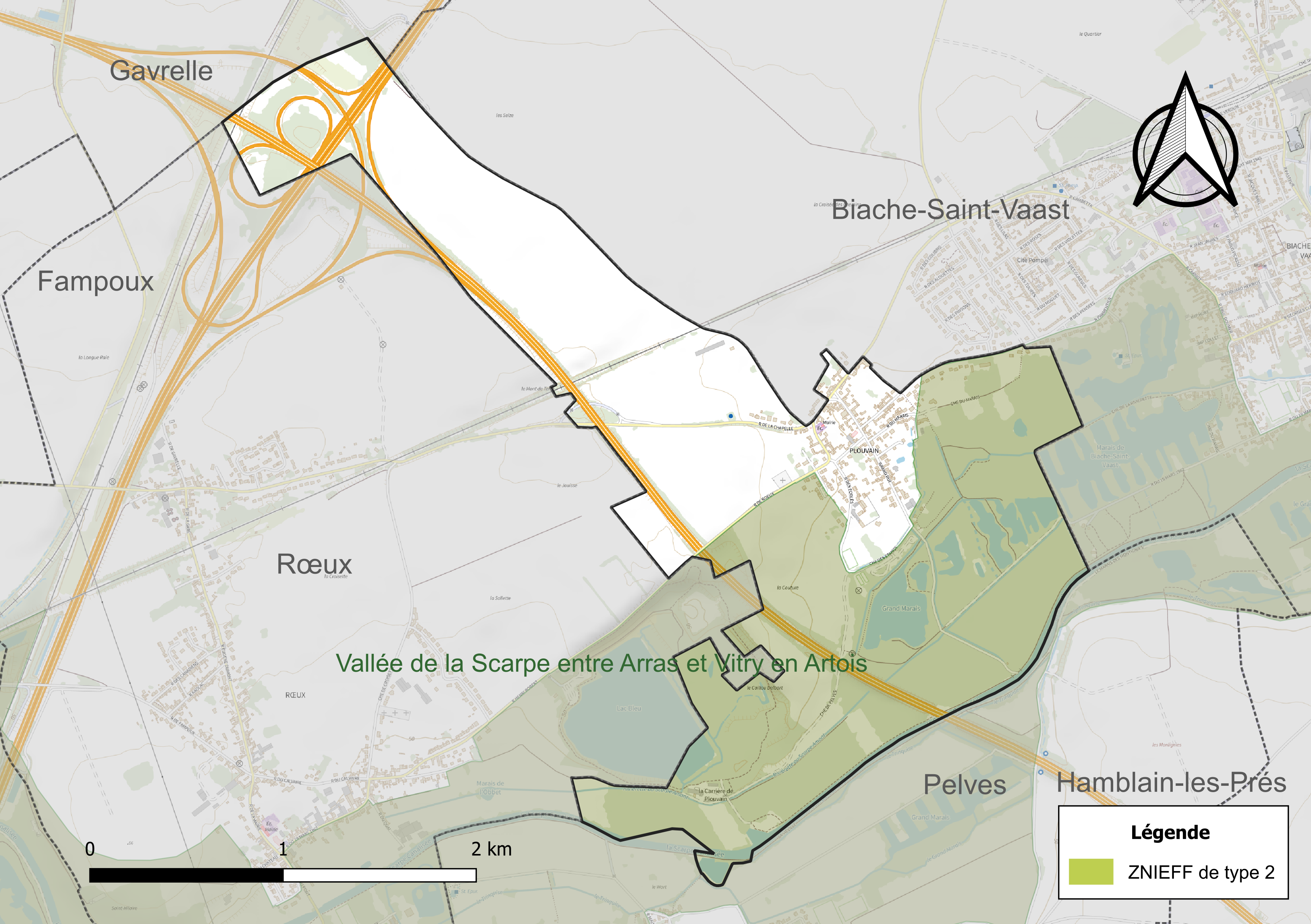
Carte de la ZNIEFF de type 2 sur la commune.

#### Espèces faunistiques et floristiques
L’Inventaire national du patrimoine naturel (INPN) recense plusieurs espèces faunistiques et floristiques sur le territoire de la commune dont certaines sont protégées et d’autres menacées et quasi-menacées.

## Urbanisme

### Typologie
Au 1er janvier 2024, Plouvain est catégorisée commune rurale à habitat dispersé, selon la nouvelle grille communale de densité à sept niveaux définie par l'Insee en 2022.
Elle appartient à l'unité urbaine de Biache-Saint-Vaast, une agglomération intra-départementale regroupant deux  communes, dont elle est une commune de la banlieue,,.
Par ailleurs la commune fait partie de l'aire d'attraction d'Arras, dont elle est une commune de la couronne,. Cette aire, qui regroupe 163 communes, est catégorisée dans les aires de 50 000 à moins de 200 000 habitants,.

### Occupation des sols

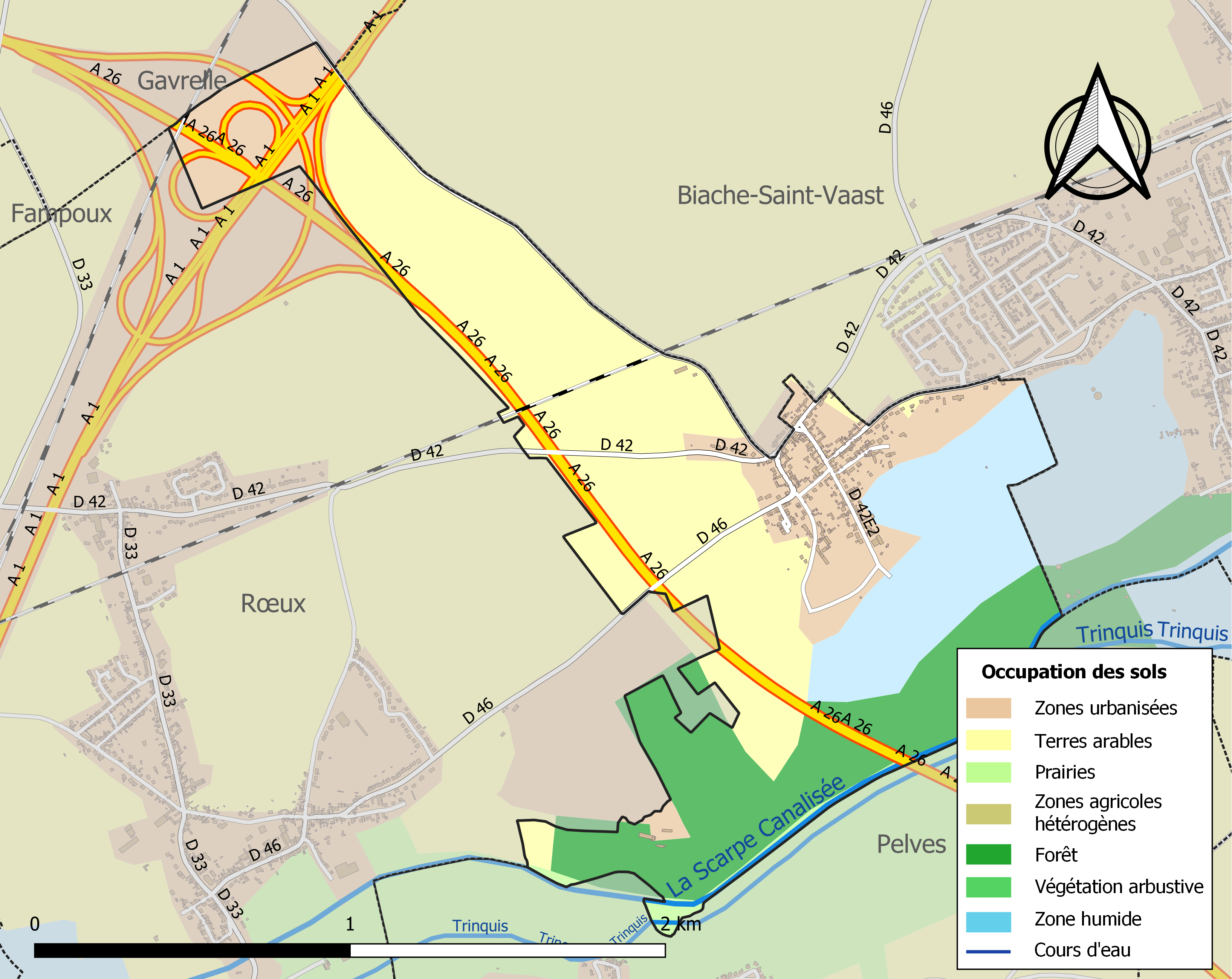
Carte des infrastructures et de l'occupation des sols de la commune en 2018 (CLC).

L'occupation des sols de la commune, telle qu'elle ressort de la base de données européenne d’occupation biophysique des sols Corine Land Cover (CLC), est marquée par l'importance des territoires agricoles (44,1 % en 2018), en diminution par rapport à 1990 (47,6 %).
La répartition détaillée en 2018 est la suivante : terres arables (42,4 %), forêts (20,5 %), zones humides intérieures (14,6 %), zones urbanisées (12,6 %), zones industrielles ou commerciales et réseaux de communication (7,3 %), prairies (1,7 %), espaces verts artificialisés, non agricoles (0,9 %).
L'évolution de l’occupation des sols de la commune et de ses infrastructures peut être observée sur les différentes représentations cartographiques du territoire : la carte de Cassini (XVIIIe siècle), la carte d'état-major (1820-1866) et les cartes ou photos aériennes de l'IGN pour la période actuelle (1950 à aujourd'hui).

### Habitat et logement
En 2021, le nombre total de logements dans la commune était de 192, alors qu'il était de 185 en 2016 et de 174 en 2011.
Parmi ces logements, 97,9 % étaient des résidences principales et 2,1 % des logements vacants. Ces logements étaient pour 95,7 % d'entre eux des maisons individuelles et pour 3,7 % des appartements.
Le tableau ci-dessous présente la typologie des logements à Plouvain en 2021 en comparaison avec celle du Pas-de-Calais et de la France entière. Une caractéristique marquante du parc de logements est ainsi l'absence de résidences secondaires et logements occasionnels, à comparer avec la proportion départementale (6,5 %) et nationale (9,7 %).
| Typologie                                               | Plouvain | Pas-de-Calais | France entière |
| ------------------------------------------------------- | -------- | ------------- | -------------- |
| Résidences principales (en %)                           | 97,9     | 86,1          | 82,2           |
| Résidences secondaires et logements occasionnels (en %) | 0        | 6,5           | 9,7            |
| Logements vacants (en %)                                | 2,1      | 7,3           | 8,1            |

### Voies de communication et transports
La commune est traversée par la ligne de Paris-Nord à Lille, dont la gare la plus proche est celle de Rœux, desservie par des missions TER Hauts-de-France reliant Arras à Douai, et est effleurée par la LGV Nord.
La ligne d'autocars no 026 Pelves / Arras du réseau départemental « OSCAR » dessert la commune.

## Toponymie
Le nom de la localité est attesté sous les formes Pelven en 1174 ; Pleuvain en 1296 ; Plevaing en 1338 ; Plevaign en 1358 ; Plevain en 1430 ; Plouvaing en 1469 ; Plovaing en 1518 ; Plouvain en 1793 et depuis 1801.

## Histoire

### Ancien Régime
Sous l'Ancien Régime, Plouvain relevait de la province d'Artois, de la coutume d'Artois et du  Conseil d'Artois pour la justice, du gouvernement d'Arras, et, en matière religieuse, du diocèse d'Arras.

### Époque contemporaine

#### Première Guerre mondiale
Le village est considéré comme détruit à la fin de la guerre et est décoré de la croix de guerre 1914-1918, le 23 septembre 1920, distinction également attribuée à 276 autres communes du Pas-de-Calais,.

### Rattachements administratifs et électoraux

#### Rattachements administratifs
La commune se trouve dans l'arrondissement d'Arras du département du Pas-de-Calais.
La commune faisait partie depuis 1801 du canton de Vitry-en-Artois. Dans le cadre du redécoupage cantonal de 2014 en France, cette circonscription administrative territoriale a disparu, et le canton n'est plus qu'une circonscription électorale.

#### Rattachements électoraux
Pour les élections départementales, la commune fait partie depuis 2014 du canton de Brebières.
Pour l'élection des députés, la commune fait partie depuis 2012 de la première circonscription du Pas-de-Calais.

### Intercommunalité
Plouvain était membre de la communauté de communes Osartis,  un établissement public de coopération intercommunale (EPCI) à fiscalité propre créé fin 1999 sous le nom de communauté de communes Scarpe-Sensée, et auquel la commune avait transféré un certain nombre de ses compétences, dans les conditions déterminées par le code général des collectivités territoriales.
Conformément aux prescriptions de la loi de réforme des collectivités territoriales du 16 décembre 2010, qui a prévu le renforcement et la simplification des intercommunalités et la constitution de structures intercommunales de grande taille, celle-ci a fusionné avec sa voisine pour former, le 1er janvier 2014, la communauté de communes Osartis Marquion dont est désormais membre la commune. Cette communauté de communes regroupe 49 communes et totalise 42 651 habitants en 2021.

## Équipements et services publics

### Enseignement
La commune est située dans l'académie de Lille et dépend, pour les vacances scolaires, de la zone B.
Elle administre une école primaire en regroupement pédagogique intercommunal (RPI 145) qui regroupe Plouvain et Fresnes-les-Montauban.

#### Petite enfance
Une maison d'assistantes maternelles est créée à Plouvain en 2020.

## Population et société

### Démographie
Les habitants sont appelés les Plouvinois.

#### Évolution démographique
L'évolution du nombre d'habitants est connue à travers les recensements de la population effectués dans la commune depuis 1793. Pour les communes de moins de 10 000 habitants, une enquête de recensement portant sur toute la population est réalisée tous les cinq ans, les populations de référence des années intermédiaires étant quant à elles estimées par interpolation ou extrapolation. Pour la commune, le premier recensement exhaustif entrant dans le cadre du nouveau dispositif a été réalisé en 2004.

En 2022, la commune comptait 454 habitants, en évolution de +0,89 % par rapport à 2016 (Pas-de-Calais : −0,72 %, France hors Mayotte : +2,11 %).
| 1793 | 1800 | 1806 | 1821 | 1831 | 1836 | 1841 | 1846 | 1851 |
| ---- | ---- | ---- | ---- | ---- | ---- | ---- | ---- | ---- |
| 373  | 365  | 407  | 449  | 504  | 489  | 507  | 500  | 474  |

| 1856 | 1861 | 1866 | 1872 | 1876 | 1881 | 1886 | 1891 | 1896 |
| ---- | ---- | ---- | ---- | ---- | ---- | ---- | ---- | ---- |
| 455  | 471  | 467  | 442  | 440  | 462  | 451  | 464  | 467  |

| 1901 | 1906 | 1911 | 1921 | 1926 | 1931 | 1936 | 1946 | 1954 |
| ---- | ---- | ---- | ---- | ---- | ---- | ---- | ---- | ---- |
| 479  | 458  | 450  | 293  | 330  | 313  | 322  | 300  | 290  |

| 1962 | 1968 | 1975 | 1982 | 1990 | 1999 | 2004 | 2006 | 2009 |
| ---- | ---- | ---- | ---- | ---- | ---- | ---- | ---- | ---- |
| 295  | 288  | 309  | 386  | 439  | 460  | 493  | 491  | 465  |

| 2014 | 2019 | 2022 | - | - | - | - | - | - |
| ---- | ---- | ---- | - | - | - | - | - | - |
| 457  | 460  | 454  | - | - | - | - | - | - |

#### Pyramide des âges
En 2018, le taux de personnes d'un âge inférieur à 30 ans s'élève à 31,9 %, soit en dessous de la moyenne départementale (36,7 %). De même, le taux de personnes d'âge supérieur à 60 ans est de 24,4 % la même année, alors qu'il est de 24,9 % au niveau départemental.
En 2018, la commune comptait 241 hommes pour 216 femmes, soit un taux de 52,74 % d'hommes, largement supérieur au taux départemental (48,50 %).
Les pyramides des âges de la commune et du département s'établissent comme suit.
| Hommes | Classe d’âge | Femmes |
| ------ | ------------ | ------ |
| 0,4    | 90 ou +      | 0,0    |
| 3,7    | 75-89 ans    | 5,1    |
| 18,5   | 60-74 ans    | 21,2   |
| 25,9   | 45-59 ans    | 24,4   |
| 17,3   | 30-44 ans    | 19,8   |
| 19,8   | 15-29 ans    | 13,4   |
| 14,4   | 0-14 ans     | 16,1   |

| Hommes | Classe d’âge | Femmes |
| ------ | ------------ | ------ |
| 0,5    | 90 ou +      | 1,6    |
| 5,6    | 75-89 ans    | 8,9    |
| 16,7   | 60-74 ans    | 18,1   |
| 20,2   | 45-59 ans    | 19,2   |
| 18,9   | 30-44 ans    | 18,1   |
| 18,2   | 15-29 ans    | 16,2   |
| 19,9   | 0-14 ans     | 17,9   |

## Culture locale et patrimoine

### Lieux et monuments
- L'église Sainte-Anne.
- Le monument aux morts, surmonté du coq gaulois[37].
- Le camping municipal[38]

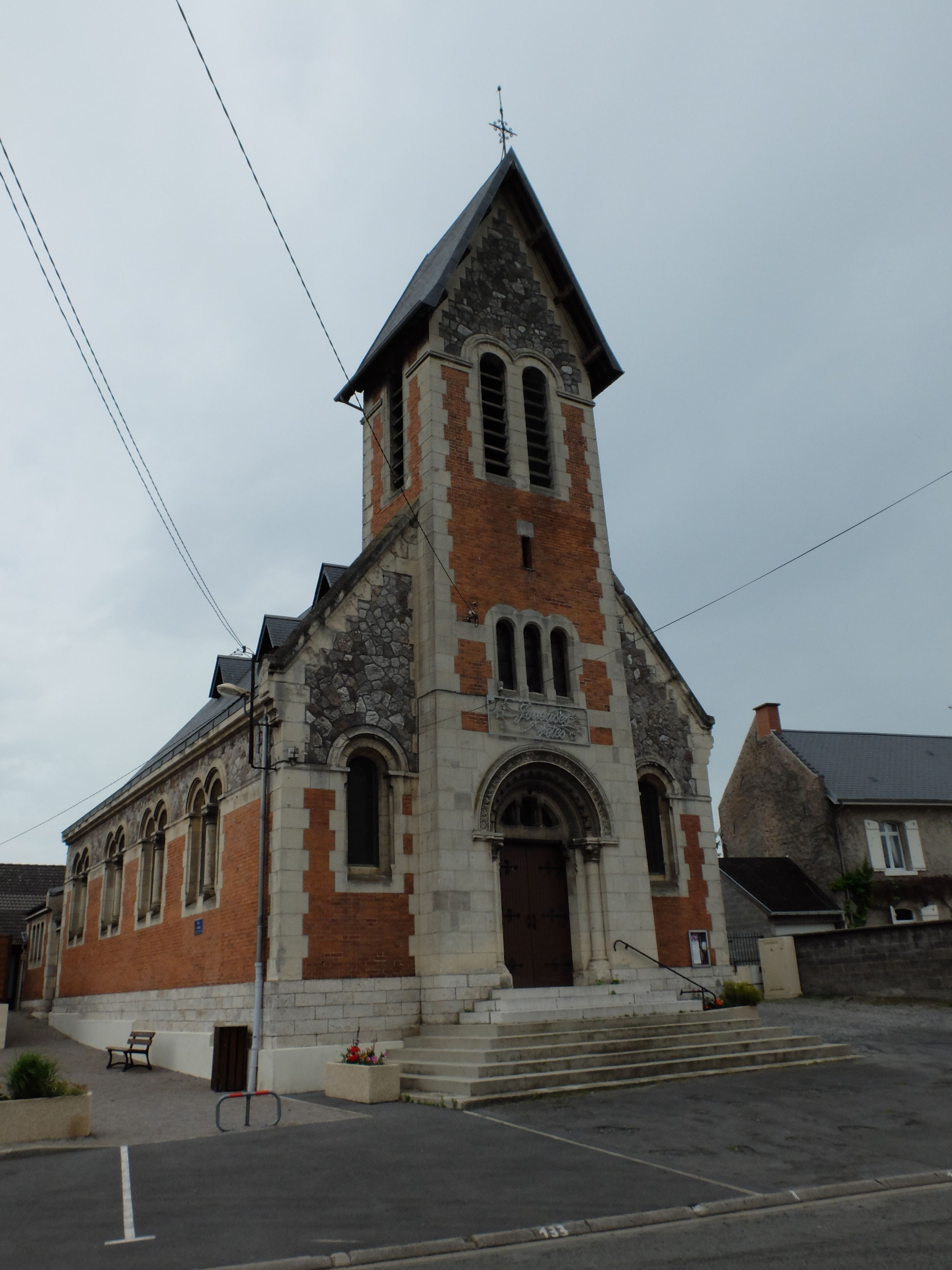
L'église.
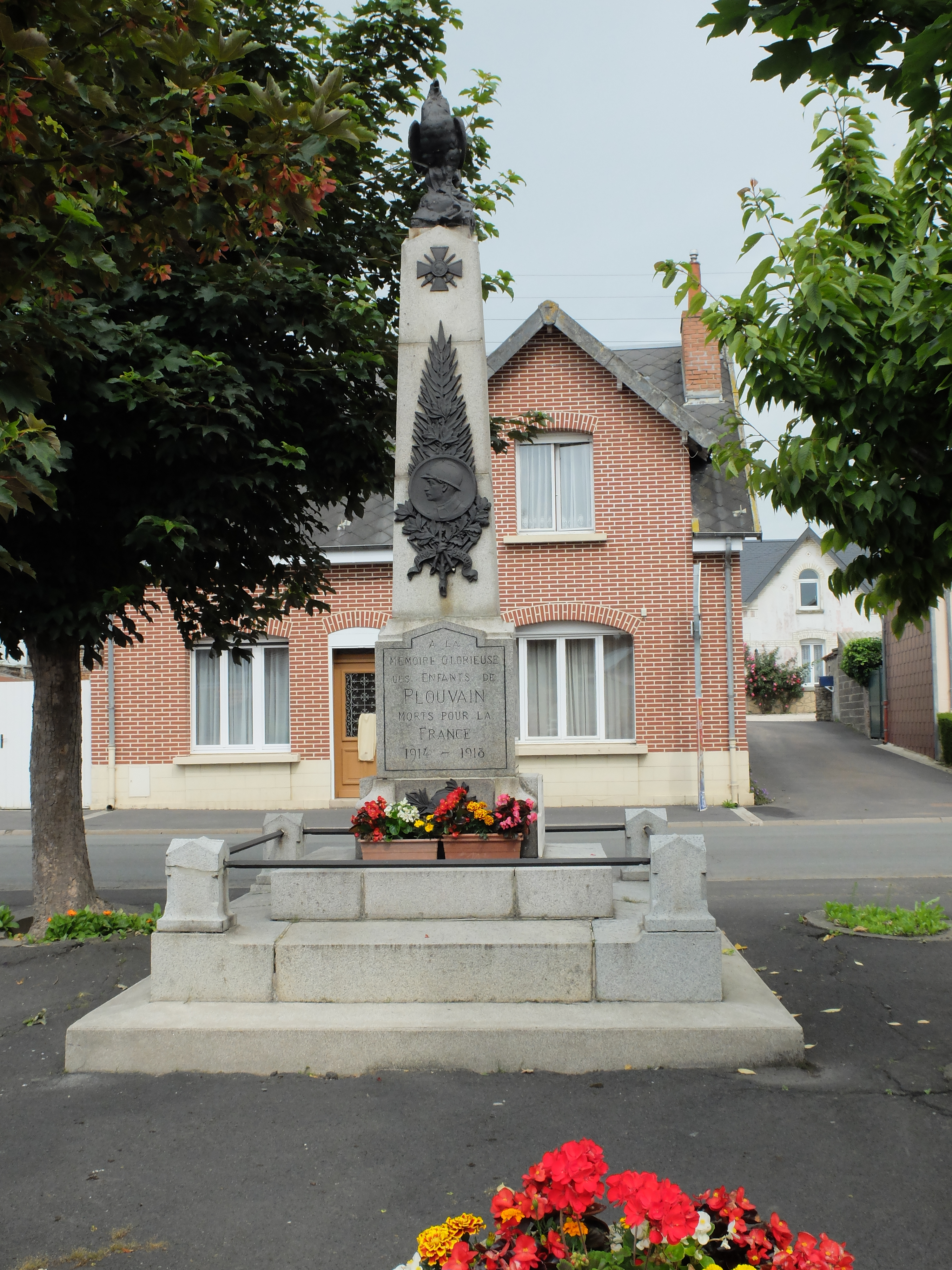
Le monument aux morts.

### Personnalités liées à la commune
- La famille du président de la République  François Hollande est originaire de Plouvain. L'arrière grand-père paternel du président de la République y est né en 1858, ainsi que son grand-père, en 1893. En 2019, François Hollande s’invite à l’improviste chez le maire, qui habite la maison où ont vécu les grands-parents paternels de François Hollande[39].

### Héraldique
| Blason de Plouvain | Blason  | D'or à la barre ondée de gueules chargée en coeur d'une croix ancrée du champ, posée à plomb. |
| Blason de Plouvain | Détails | Le statut officiel du blason reste à déterminer.                                              |

## Pour approfondir

#### Bases de données, dictionnaires et encyclopédies
- Ressources relatives à la géographie :   - Insee (communes)
  - Ldh/EHESS/Cassini
- Ressource relative à plusieurs domaines :   - Annuaire du service public français
- Notices d'autorité :   - BnF (données)